# ميخائيل جيلز
ميخائيل جيلز (بالإنجليزية: Michael Gillis)‏ هو مؤرخ أمريكي، ولد في 1949، وتوفي في 7 أبريل 2007.